# Araneus apobleptus
Araneus apobleptus este o specie de păianjeni din genul Araneus, familia Araneidae, descrisă de Rainbow, 1916.
Este endemică în Queensland. Conform Catalogue of Life specia Araneus apobleptus nu are subspecii cunoscute.